# Finnur Justinussen
Finnur Justinussen (ur. 30 marca 1989 w Tórshavn) – farerski piłkarz występujący na pozycji napastnika w klubie piłkarskim Víkingur Gøta oraz w reprezentacji Wysp Owczych.

## Kariera klubowa
Justinussen rozpoczynał swoją karierę w drugim składzie klubu GÍ Gøta w roku 2006. Jego debiut w pierwszej drużynie miał miejsce 17 czerwca 2007 w wygranym 3:2 meczu przeciwko B71 Sandoy. W listopadzie tego samego roku jego klub połączył się z LÍF Leirvík, tworząc Víkingur Gøta. W nowych barwach Finnur Justinussen wystąpił po raz pierwszy 31 marca 2008 w spotkaniu przeciwko B68 Toftir (4:1), a pierwszego gola strzelił 13 kwietnia 2009 w zremisowanym 2:2 meczu z KÍ Klaksvík. Do końca 2011 roku rozegrał w 103 spotkania w pierwszym składzie i strzelił 54 bramki. W tym czasie zdobył z klubem Puchar Wysp Owczych 2009, został także królem strzelców Formuladeildin 2009 i Vodafonedeildin 2011.
W listopadzie 2011 roku Justinussen dołączył do składu drugoligowego szwedzkiego Jönköpings Södra IF, debiutując w treningowym meczu przeciwko Skövde AIK, zdobywając trzy z jedenastu bramek. Przed rozpoczęciem sezonu, podczas treningu, złamał kość stopy, przez co nie mógł uczestniczyć w pierwszych ligowych meczach. Utrudniło mu to znacząco dostanie się do podstawowej jedenastki, co przyczyniło się do tego, że zagrał jedynie w trzech spotkaniach i w styczniu 2013 roku powrócił do Víkingura Gøta.
Podczas trzech kolejnych lat Justinussen wystąpił w składzie drużyny z Norðragøta 107 razy i zdobył 64 bramki. Jego klub trzykrotnie zdobywał Puchar Wysp Owczych – w roku 2013, 2014 oraz w 2015.
W październiku 2015 roku przeniósł się na studia do Danii i podjął grę w trzecioligowym Fremad Amager. Wywalczył z nim awans do I dywizji, a następnie, na koniec sezonu, ponownie powrócił do Víkingura, by zagrać w nim w siedmiu spotkaniach, strzelić bramkę i sięgnąć po pierwsze w historii klubu mistrzostwo Wysp Owczych.

## Kariera reprezentacyjna
Justinussen po raz pierwszy reprezentował swój kraj 5 września 2009 roku w meczu kadry U-21 przeciwko Mołdawii, który zakończył się wynikiem 1:1. Łącznie wystąpił w ośmiu meczach „młodzieżówki”, nie zdobywając żadnej bramki.
W seniorskiej kadrze zadebiutował 15 sierpnia 2012 w spotkaniu przeciwko Islandii (0:2), choć do reprezentacji powoływano go już rok wcześniej. Dotychczas zagrał w niej trzy mecze, nie zdobywając ani jednego gola.

## Sukcesy

### Klubowe
Víkingur Gøta
- Mistrzostwo Wysp Owczych (1x): 2016
- Puchar Wysp Owczych (4x): 2009, 2013, 2014, 2015
- Superpuchar Wysp Owczych (2x): 2014, 2015

### Indywidualne
- Król strzelców Effodeildin (2x): 2009, 2011
- Młody Gracz Roku Effodeildin (1x): 2009